# 伊藤純
小原　純 現在は、ペットロス症候群を研究する心理士。現在は予防医学の研究も行っている。現在は、小原 純、英語表記はJune Miura Obara

## 生い立ち
北海道出身。東北地方の城主（平の安俵小原氏）である旧家に生まれるが性同一性障害のため生家の戸籍を抜け、現在の姓は養子に入って「伊藤姓」になり、旧名も読み方は同じだが男性と混同しないように字を変えている。英語表記では旧姓をミドルネームに使っている。長年連れ添ったパートナーと養子縁組を解除。現在、事実婚をし旧姓に戻った。英語表記はJune Miura Obara

## 人物
札幌学院大学人文学部臨床心理学科卒業。戸籍上男性として生まれたが女性として生活をし、性同一性障害に関する講演会を行っている。女性として生きる性同一性障害を抱える人に対し、パス度の向上活動を開催する。また現在は心理カウンセリングを行いながら鍼灸師としても活躍している。鍼灸師の資格取得する背景に「（要約）性同一性障がいを抱えるということは、生きていく上で沢山の障害に直面することがある。まず、経済的に自立することが大切だと思った。また、資格を取得の際、普通に女子学生として在学できたことに感謝している。しかし、資格取得の際、性別欄は男性に付けざるを得なかった。とても違和感があったが、それでも男女という書類欄がただの記号だと思えば苦痛ではなかった。」と当事者を対象とした講演会で語った。現在は、起業家として活躍。同時に大学院博士課程に在学している。

## タレント活動
芸名ジャスミンとして、HBC深夜番組「天然者」準レギュラーで出演するなどタレント活動も行う。北海道情報誌「ステガイ」に恋愛のコラムを連載。2000年に突然姿を消す。

## 講演会・メディアにおいての活動
札幌学院大学を卒業後、2008年10月18日に北海道夕張郡長沼町ポロナイクリニック内にて、単独での講演会を開く。2008年10月24日放送、STV「どさんこワイドニュース」にて、大学生活の様子を紹介している。2010年2月14日性同一性障害のパス度向上のため、「GIDに優しいお店」を北海道新聞生活面にて掲載。2015年4月18日 ひと2015「性同一性障害の人に配慮した鍼灸院を営む」に掲載される。2018年、北海道夕張郡栗山町の「くりやま公式サポーター」に認定。町おこしボランティアとして、旧姓で活動している。